# 2ТЭ116У
Тепловоз 2ТЭ116У — модификация локомотива 2ТЭ116 с увеличенной до 3600 л. с. мощностью, изменённым кузовом и новой кабиной (по типу 2ТЭ126, 2ТЭ136) с установкой кондиционирования воздуха, микропроцессорной системой управления и диагностики (МСУ-ТП). 

## История
Индекс «У» означает «усовершенствованный». На ноябрь 2015 года выпущено 335 тепловозов. Из-за нахождения завода-производителя на Украине ОАО «РЖД» отказалось от закупки 2ТЭ116У в пользу 2ТЭ25КМ.
Основные изменения в механической части — удлинение секции с 18,15 м до 18,7 м, замена фрикционных гасителей колебаний на гидравлические, установка новой кабины, в связи с чем крыша стала ровной, без характерного излома. Установлены более мощный (2648 кВт/3600 лс) дизель-генератор, тиристорная выпрямительная установка М-ТПП-3600ДЛУ2 и более мощные тяговые двигатели ЭД-133 мощностью 414 кВт. Тиристорная ВУ, управляемая МСУ-ТП, обеспечивает поосное регулирование тяги, улучшающее тяговые свойства.

## Модификации
Созданы несколько модификаций тепловоза:
- 2ТЭ116УМ — модификация для Монголии с улучшенной системой очистки наддувочного воздуха и увеличенной мощностью дизелей. Имеют собственную нумерацию, начатую с 001 и так далее. Построен 31 экземпляр. Стоит отметить тепловоз 2ТЭ116У-0062 с увеличенной до 4100 л. с. мощностью дизелей, произведенный для Монгольских железных дорог, в связи с чем незначительно изменена задняя часть крыши секций, т. н. «двухгорбый».
- 2ТЭ116УК — для ТОО «ПромТрансМенеджмент», без микропроцессорной системы управления, уменьшенная мощность (3060 л. с.), без кондиционеров.
- 2ТЭ116УД — модификация с дизелем фирмы General Electriс (GEVO V12 производства GE Transportation мощностью 4200 л. с. и тяговый агрегат А723МУ2 производства ГП «Завод Электротяжмаш»)[5].
- 2ТЭ116УР — модификация с немецким дизелем MTU 20V4000R43.
- 3ТЭ116У — трёхсекционная модификация, отличающаяся наличием третьей секции (секции В), кабина которой оборудована межсекционным переходом и пультом управления для маневровых передвижений по депо. Наличие у секции В двух межсекционных переходов обеспечивает сквозной проход по всему тепловозу — аналогично тепловозам 3ТЭ10М, 3ТЭ10У, 3М62У, электровозам 3ЭС5К.

## Конструкция

### Электрооборудование

#### Питание низковольтных цепей
Низковольтные цепи каждой секции тепловоза (в том числе цепи управления) питаются постоянным током напряжением 110 В от стартер-генератора (обозначение по схеме — G3, тип — 5ПСГ) мощностью 60 кВт, приводимого во вращение от дизеля. Стартер-генератор представляет собой машину постоянного тока смешанного возбуждения. Автоматическое поддержание напряжения 110 В на генераторе осуществляется бесконтактным электронным регулятором напряжения (обозначение по схеме — U10, тип — РНТМ-01), изменяющим ток обмотки независимого возбуждения стартер-генератора. При остановленном дизеле или неисправном вспомогательном генераторе низковольтные цепи 110 В питаются от аккумуляторной батареи (обозначение по схеме — GB1, тип — 72КН-220Р). На каждую секцию установлено по одной аккумуляторной батарее. Эта батарея используется и для запуска дизеля: при запуске дизеля от неё получает питание стартер-генератор, при этом он работает в режиме электродвигателя (стартера) и осуществляет раскрутку коленчатого вала дизеля. 
Отключение аккумуляторной батареи от цепей 110 В секции в нерабочем состоянии тепловоза осуществляется 2-полюсным рубильником батареи (обозначение по схеме — QS1, тип — ВР32-37А). При его выключении напряжение батареи подаётся только в цепи освещения секции, цепи радиостанции, цепи пожарной сигнализации и цепь контроля изоляции батареи. С момента включения рубильника батареи её напряжение подаётся во все остальные цепи 110 В, кроме цепей кондиционера и двигателя компрессора (эти цепи, как наиболее мощные, питаются только от стартер-генератора). Напряжение низковольтных цепей измеряется вольтметром РV1 типа М1611, он показывает напряжение с момента включения рубильника батареи.
После запуска дизеля микропроцессорная система управления МСУ-ТП включает стартер-генератор в режим генератора. Для этого, если запуск дизеля прошёл успешно, через 4 с после запуска устройство обработки информации УОИ системы управления включает контактор КМ22 регулятора напряжения. Контактор подаёт сигнал о своём включении в УОИ, подаёт напряжение 110 В на регулятор напряжения, а также подключает обмотку независимого возбуждения стартер-генератора к регулятору напряжения. Регулятор напряжения пропускает ток через обмотку возбуждения, на генераторе появляется напряжение. С этого момента напряжение от "плюса" генератора поступает:
- в цепи кондиционера и двигателя компрессора;
- через автоматический выключатель "Генератор 110 В" и диод U2-VD1 — в основные цепи 110 В. Диод исключает разрядку аккумуляторной батареи на генератор при неработающем генераторе;
- через автоматический выключатель "Генератор 110 В", диод U2-VD1, шунт измерения тока заряда батареи и рубильник батареи — на зарядку аккумуляторной батареи, а также в цепи освещения, радиостанции и пожарной сигнализации[8].

Регулятор напряжения с помощью измерительного шунта контролирует ток заряда батареи. Если ток заряда менее 60 А, регулятор напряжения поддерживает напряжение генератора на уровне 110 В. Если ток заряда превышает 60 А, регулятор напряжения уменьшает напряжение генератора с целью ограничения тока заряда батареи (но не ниже 85 В). Ток заряда батареи измеряется и системой управления (также с помощью шунта). Если через 3 с после включения генератора ток заряда батареи не появится, на дисплее системы управления выводится сообщение «Нет заряда аккумуляторной батареи». Система управления также контролирует напряжение низковольтных цепей: при напряжении более 150 В устройство УОИ выключает контактор КМ22, обесточивая регулятор напряжения и генератор. На дисплее при этом выводится сообщение «Заброс напряжения бортовой сети».
Защита цепей 110 В от перегрузок и коротких замыканий осуществляется автоматическими защитными выключателями (автоматами). При этом в плюсовой цепи генератора установлен отдельный автомат "Генератор 110 В" на 125 А, а плюсовая цепь аккумуляторной батареи собственного автомата не имеет.